# Niebo nad Berlinem
Niebo nad Berlinem (niem. Der Himmel über Berlin) – niemiecko- francuski film w reżyserii Wima Wendersa z 1987 roku, opowiadający o aniołach w podzielonym murem Berlinie. Uznawany za arcydzieło kina niemieckiego.

## Streszczenie fabuły

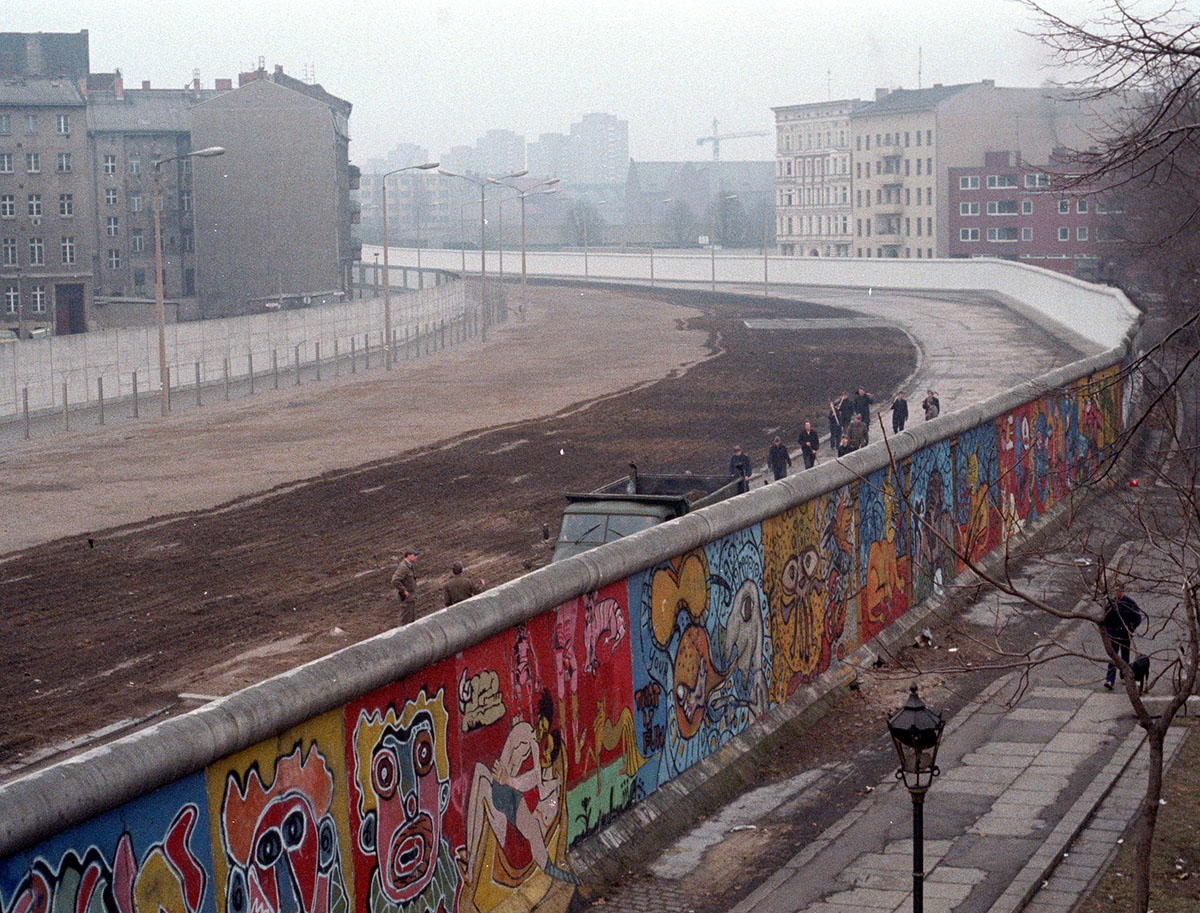
Zdjęcie Muru Berlińskiego wykonane od strony Berlina Zachodniego (1986)

W podzielonym Murem Berlinie dwaj aniołowie, Damiel i Cassiel, obserwują miasto. Są niewidzialni i niesłyszalni dla jego ludzkich mieszkańców. Przechadzają się ulicami, wchodzą do mieszkań, pociągów, swobodnie przekraczają Mur. Obserwują ludzi, wsłuchują się w ich myśli i tęsknoty, próbując swoją obecnością ukoić cierpienie mieszkańców podzielonego miasta i ukoić ich myśli. Słyszą myśli m.in. ciężarnej kobiety jadącej karetką do szpitala, młodej prostytutki stojącej przy ruchliwej drodze, załamanego mężczyzny, który czuje się zdradzony przez żonę. Celem istnienia aniołów jest, jak mówi Cassiel, gromadzić, świadczyć, zachowywać rzeczywistość. Damiel i Cassiel zawsze istnieli jako aniołowie; byli na terenie Berlina, zanim stał się miastem i zanim pojawili się ludzie.
Wśród spotykanych przez nich berlińczyków jest stary człowiek nazywany Homerem, który śni pieśń pokoju. Cassiel obserwuje starca, gdy ten ogląda zniszczony ówcześnie, opustoszały Plac Poczdamski, na którym znajduje tylko pokryty graffiti Mur. Choć Damiel i Cassiel są tylko obserwatorami, widocznymi wyłącznie dla dzieci, nie mającymi możliwości interakcji ze światem fizycznym, Damiel stopniowo zakochuje się w samotnej trapezistce cyrkowej, Marion. Marion żyje w przyczepie cyrkowej w Zachodnim Berlinie, dopóki nie dowiaduje się, że jej grupa, Cyrk Alekan, kończy działalność. Przygnębiona, tańczy samotnie do muzyki Crime & the City Solution.
Tymczasem aktor Peter Falk przybywa do Zachodniego Berlina, aby nakręcić film o nazistowskiej przeszłości miasta. Falk, niegdyś był aniołem, ale zmęczony tym, że mógł jedynie obserwować, bez możliwości doświadczania, porzucił nieśmiertelność, aby móc uczestniczyć w świecie. Podobnie zmęczony nieskończonością Damiel, tęskni do autentyczności i ograniczeń ludzkiej egzystencji. Falk wyczuwa jego obecność i opowiada mu o prostych radościach człowieczeństwa. Damiel spotyka Marion we śnie.
Ostatecznie Damiel decyduje się porzucić nieśmiertelność. Skacze z Kolumny Zwycięstwa i staje się człowiekiem. Doświadcza życia po raz pierwszy: krwawi, widzi kolory, czuje smak jedzenia. Sprzedaje swoją anielską zbroję, aby zdobyć pierwsze pieniądze. Tymczasem Cassiel wsłuchuje się w myśli mężczyzny, który zamierza popełnić samobójstwo, skacząc z budynku. Anioł próbuje go uratować, ukoić jego myśli, lecz nie potrafi tego zrobić i jest udręczony tym doświadczeniem.
Damiel spotyka trapezistkę Marion w barze, podczas koncertu Nick Cave and the Bad Seeds, ona wita się z nim i mówi o tym, że wreszcie odnalazła miłość, która ją dopełnia. Następnego dnia Damiel rozmyśla o tym, jak Marion nauczyła go zachwytu i jak posiadł wiedzę, której nie może zdobyć żaden anioł.

## Geneza i okoliczności powstania
Zaczątkiem filmu był pomysł napisania o Berlinie. Reżyser wrócił do miasta po wieloletniej nieobecności. Wenders poszukiwał historii, która pozwoliłaby mu opowiedzieć o złożonej i trudnej historii miasta. Narzekał, że niewiele filmów o Berlinie oddaje wyjątkowości życia w tym mieście, którą to wyjątkowość da się wyczuć w powietrzu, ziemi i patrząc na twarze ludzi. Pomysł, aby uczynić anioły narzędziem opowieści o stolicy Niemiec pojawił się później. Jego źródeł było, według reżysera wiele. Były to m.in. Elegie duinejskie Rainera Marii Rilkego, malarstwo Paula Klee, Anioł historii Waltera Benjamina i piosenka zespołu the Cure. Inspiracją była też dla niego ostatnia scena jego filmu Paryż, Teksas, w której Nastassia bierze małego Huntera na ręce. Według reżysera ta scena miała w sobie coś wyzwalającego i sprawiła, że w kolejnym filmie chciał mieć silną postać kobiecą.
Pewnego dnia Wenders napisał w swoim notatniku "Anioły" i "bezrobotne" i od tych słów zaczął opracowywać notatki do filmu. Początkowo wydawało mu się, że materiału jest za mało – mimo ciągłego przyrostu notatek, nadal nie miał konkretnego pomysłu na wątek czy ideę, która uporządkowałaby materiał. Anioły dawały zbyt wiele możliwości wyobraźni, aby reżyser mógł wybrać jakiś konkretny pomysł.
Tytuł Niebo nad Berlinem  Wenders wymyślił już w 1986 roku. Miał on wskazywać na to, że niebo jest być może jedynym, co łączy podzieloną stolicę Niemiec.

### Scenariusz

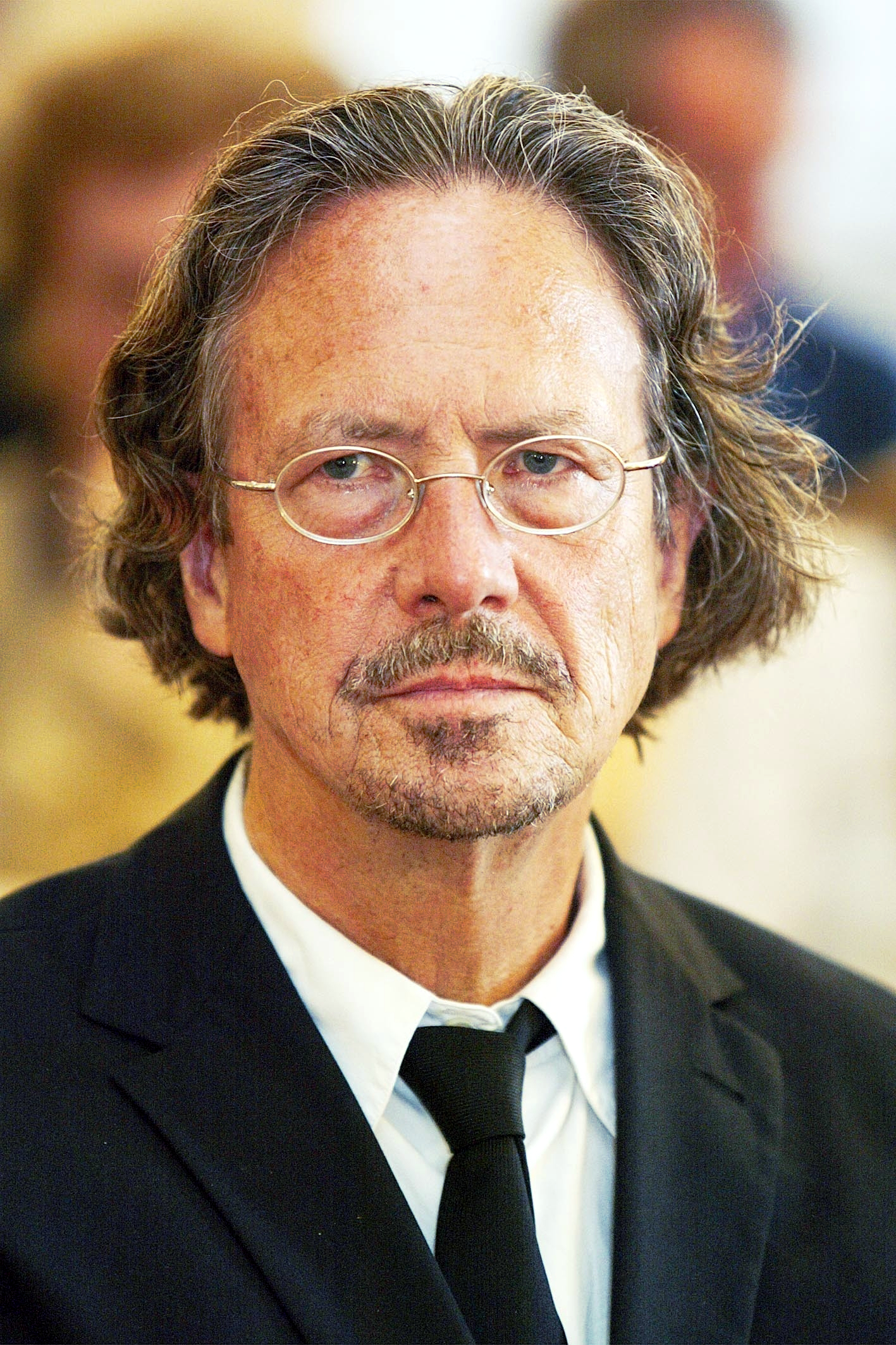
Peter Handke, współautor scenariusza do "Nieba nad Berlinem"

Wenders chciał zacząć kręcić jesienią 1987 roku, nadal jednak nie miał zarysu scenariusza. Do jego napisania Wenders zaprosił pisarza Petera Handkego. Handke ukończył właśnie powieść Die Wiederholung i czuł się wypalony, twierdził, że nie może już nic więcej napisać. W końcu jednak powiedział Wendersowi, że jeśli ten przyjedzie go odwiedzić, to być może uda im się coś wspólnie wypracować. Reżyser udał się więc do Salzburga, gdzie on  i Handke rozmawiali o filmie przez tydzień, podczas wspólnych spacerów. Handke zdecydował, że rozumie film, może napisać kilka fragmentów i coś w rodzaju wiersza. Wysyłał je Wendersowi pocztą co tydzień, przez cały wrzesień. Były to po prostu fragmenty tekstu, bez żadnych dodatkowych objaśnień. Ostatecznie Handke napisał dziesięć fragmentów (lub, jak mówi Wenders w innym wywiadzie – cztery dialogi). Film nie miał szczegółowego scenariusza, dlatego fragmenty Handkego stanowiły punkty orientacyjne organizujące cały film, pomiędzy którymi Wenders poruszał się kręcąc Niebo nad Berlinem. Resztę scen Wenders rozpisywał wraz ze swoją asystentką Clare i z Richardem Retingerem w noc przed ich nakręceniem.
Spontaniczność wyboru stroju i brak scenariusza wynikały z założenia, aby film nie był od początku dokładnie rozplanowany – reżyser chciał zachować wolność i swobodę, podobną do tej, jaka towarzyszy pracy poetów.

### Wybór aktorów i aktorek
Wybór aktorów grających główne role był dla Wendersa oczywisty, nie prowadzono castingu – reżyser od razu zgłosił się do Bruno Ganza i Solveig Dommartin, z którymi pracował już wcześniej. Solveig miała też doświadczenie jako amatorka-trapezistka w szkole cyrkowej w Paryżu. Aktorka była od początku zdecydowana samodzielnie wykonywać sceny na trapezie i nie korzystać z pomocy dublerki. Dlatego rozpoczęła trening pod okiem węgierskiego trenera i aktora, Lajosa Kovacsa. Ćwiczyła przez pięć godzin dziennie przez sześć tygodni w prawdziwym cyrku. Mimo że na dwa dni przed początkiem zdjęć Dommartin uległa wypadkowi podczas treningu i upadła na plecy z wysokości pięciu metrów, nie przerwała ćwiczeń i odegrała sceny na trapezie w Niebie nad Berlinem.
W trakcie kręcenia filmu do obsady dołączyło dwóch dodatkowych aktorów – Peter Falk oraz Curt Bois.
Boisa Wenders poznał poprzez Bruno Ganza. Na etapie planowania filmu, Wenders chciał, aby pojawiła się w nim postać starego archanioła, mieszkającego w bibliotece. Jednak Handke, zainspirowany wiszącą nad swoim biurkiem reprodukcją obrazu Rembrandta Homer, przedstawiającego poetę mówiącego do siebie, zdecydował się zmienić ten pomysł. Wprowadził więc do filmu nieśmiertelnego poetę Homera, ni to człowieka, ni to anioła, który odbywa poetyckie monologi w swojej głowie. Właśnie tę postać zagrał Curt Bois.
Na samym początku Wenders planował też włączenie do filmu wątku z byłym aniołem, pracującym jako aktor przy kręconym w Berlinie dużym amerykańskim filmie. Pomysł następnie odrzucił, tylko po to, by wrócić do niego około trzy tygodnie po rozpoczęciu zdjęć. Postanowił mu jednak nadać nie charakter komediowy, jak wstępnie planował, ale poetycki. Zdecydował też, że rolę tę musi zagrać ktoś bardzo znany, kto miałby za sobą dużo ról filmowych i telewizyjnych. Wybrał Petera Falka, ze względu na emanujące od niego ludzkie ciepło. Mimo że Wenders nie miał żadnego scenariusza, który mógłby mu pokazać, aktor wyraził zgodę.
Nick Cave znalazł się w filmie, ponieważ, jak twierdził reżyser, był on prawdziwym berlińskim bohaterem, było więc niewyobrażalnym nakręcenie filmu o mieście bez zarejestrowania jego koncertu.

### Praca nad filmem

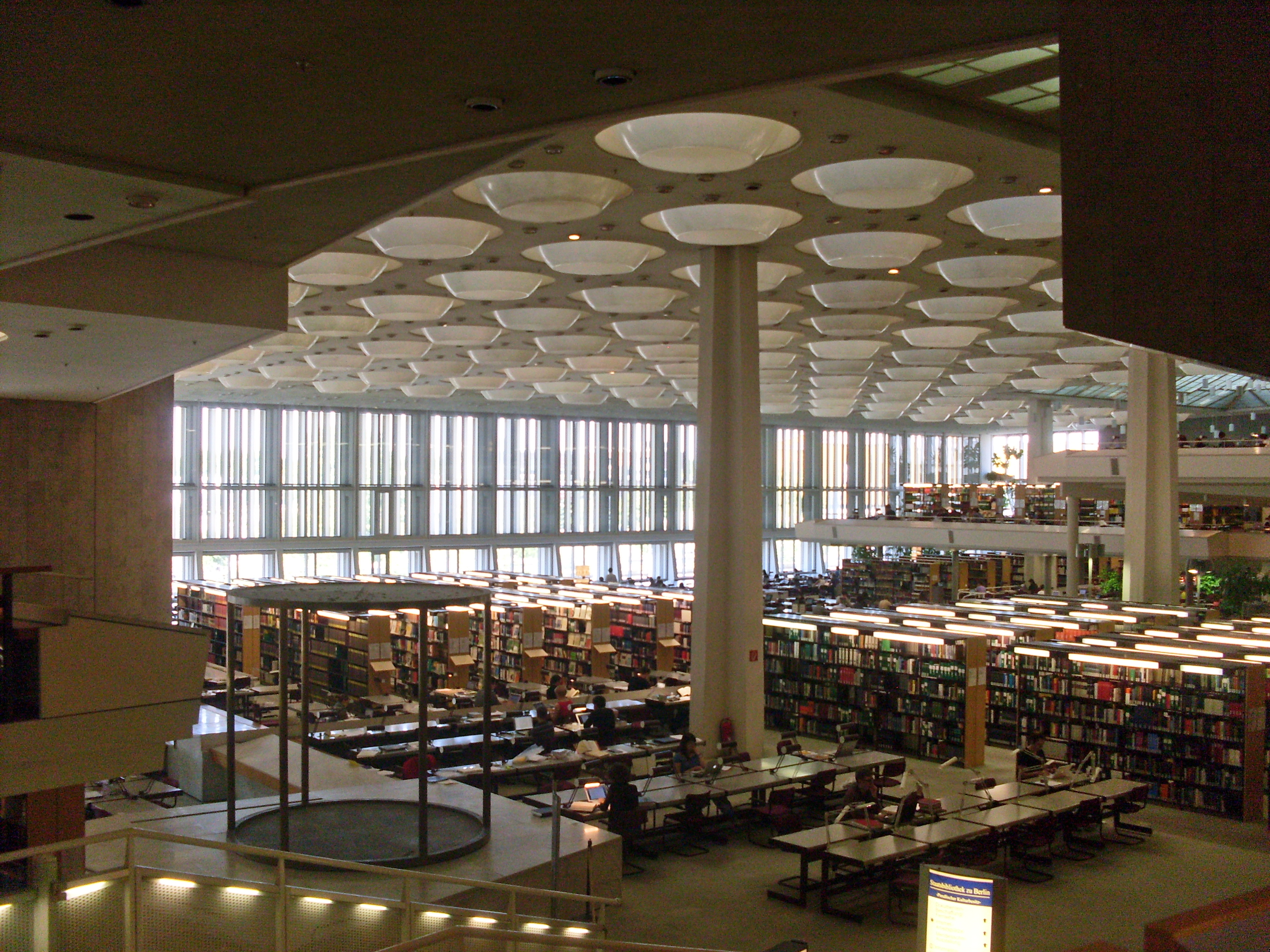
Wnętrza Biblioteki Państwowej w Berlinie, w której kręcono niektóre sceny "Nieba nad Berlinem"

Przystępując do kręcenia filmu Wenders i Handke nie mieli pojęcia, jak mają wyglądać filmowe anioły, dlatego przez pierwsze trzy dni zdjęciowe kręcono bez nich. Sceny filmowano w porządku chronologicznym, dlatego, zaczęto od scen z dziećmi patrzącymi na niebo. W międzyczasie przeprowadzano testy, filmując Bruno Ganza i Otto Sandersa w różnych anielskich przebraniach – perukach, zbrojach, białych szatach, różnych rodzajach makijażu itp. i rozważając różne kwestie teoretyczne, np. czy włosy aniołów mogą poruszać się na wietrze lub czy mogą oni zmoknąć w deszczu. Pod koniec trzeciego dnia zmęczony Wenders stwierdził, że ma dość anielskich strojów i zdecydował, że aktorzy mają zagrać w zwykłych płaszczach. Kupili je następnego dnia. Operator Henri Alekan uważał, że anioły powinny być przezroczyste, jednak reżyser nie chciał się na to zgodzić. Ostatecznie pomysł Alekana z przezroczystością przetrwał w scenach, w których anioł Damiel próbuje podnieść rzeczy (najpierw kamień, potem ołówek), ale jako anioł nie może tego zrobić, przedmioty pozostają tam, gdzie leżą, Damiel podnosi jedynie ich przezroczystą esencję. Imiona aniołów, Damiel i Cassiel, zostały zaczerpnięte ze słownika aniołów.
Po nakręceniu zdjęć w Berlinie Falk musiał wrócić do Los Angeles, dlatego jego wewnętrzny monolog musiał zostać nagrany później. Wenders i Falk omówili go telefonicznie, reżyser wysłał mu materiały, a aktor nagrał całość sam w profesjonalnym studiu. Początkowo opierał się na materiałach od Wendersa, jednak w końcu zaczął improwizować i mówić o swoim życiu, w tym o swojej babce. Niemal wszystkie z tych poetyckich fragmentów znalazły się w filmie. Wenders zdecydował się zachować nawet te, które z punktu widzenia scenariusza nie do końca były spójne – jako były anioł Falk nie mógłby przecież mieć babci.
Film kręcony był w autentycznych sceneriach berlińskich, m.in. w Bibliotece Państwowej. Większość filmu kręcona była w Berlinie Zachodnim (kilka ujęć sfilmowanych we wschodniej części miasta, zostało nakręconych ukradkiem – reżyser nie miał zgody na pracę w Berlinie Wschodnim). Zakazane było też filmowanie Muru Berlińskiego, dlatego na potrzeby filmu zbudowano jego drewniane repliki. Niektóre z nich wykonane były z tanich materiałów, przez co uległy zniszczeniu w czasie ulewy.
Budżet filmu wynosił ok. 5 milionów marek niemieckich.

### Postprodukcja
Peter Handke pojawił się w Zachodnim Berlinie w czasie, gdy trwały już prace nad montażem filmu (pod kierownictwem Petera Przygody). Pisarz uznał, że nie licząc muzyki, film Wendersa jest niemal filmem niemym oraz że brakuje w nim wielu z notatek, które wysłał Wendersowi. W związku z tym zaproponował, żeby jego teksty odczytywane były przez głos spoza kadru.
Ze względu na to, że duża część materiału kręcona była w długich ujęciach, a kamera miała oddać "spojrzenie anioła", większość ruchu była ujęta przez pracę kamery, a nie montaż. Dodatkowo wiele decyzji, które mogłyby być podjęte na etapie montowania filmu, Wenders podejmował na etapie jego kręcenia, np. często decydował, że dana scena będzie kręcona tylko z jednego punktu widzenia. Dlatego dla wielu scen nie było nakładających się materiałów filmowych, które mogłyby być wykorzystane podczas montażu.
Pierwsza wersja filmu trwała 5 godzin – twórcy mieli bardzo wiele pomysłów, z których trudno było im wybrać, dlatego nakręcili sporo materiału. W ostatecznej wersji filmu nie znalazła się m.in. długa scena bitwy na ciasta z kremem, którą pierwotnie miało kończyć się Niebo nad Berlinem.

## Zdjęcia i styl
Ponieważ bohaterami filmów byli aniołowie, a kamera miała oddawać ich sposób patrzenia na świat, więc wymagało to od Wendersa dużej inwencji i kręcenia filmu inaczej niż robił to wcześniej. Reżyser twierdził, że czuł się, jakby był to jego pierwszy film. Aby oddać anielski sposób patrzenia na świat, wiele ujęć kręconych jest tak, jakby kamera latała lub przenikała przez ściany czy przedmioty. Praca kamery staje się bardziej dynamiczna i bliższa poziomowi ulicy, kiedy Damiel staje się człowiekiem.
Niebo nad Berlinem to pierwszy film Wendersa, nakręcony i w kolorze i w czerni i bieli. Niekiedy zmiana pomiędzy nimi dokonuje się w czasie jednej sekwencji (w tych sekwencjach Wenders posiłkował się użyciem filtrów, co skutkowało pogorszeniem jakości obrazu). Zdjęcia czarno-białe pokazują punkt widzenia aniołów, natomiast kolorowe - człowieka. Aby uzyskać odpowiedni efekt wizualny, w ujęciach monochromatycznych operator Henri Alekan posłużył się filtrem rozpraszającym, który wykonał w latach 30. XX wieku z jedwabnej pończochy, należącej do jego babci. Wcześniej bowiem Wenders nie był zadowolony z żadnego z komercyjnych, profesjonalnych filtrów. Do czarno-białych ujęć Alekan dodał nutę sepii.

## Obsada
Główne role
- Bruno Ganz – Damiel
- Solveig Dommartin – Marion
- Otto Sander – Cassiel
- Peter Falk – Peter Falk
- Curt Bois(inne języki) – Homer
- Nick Cave – Nick Cave
- Hans Martin Stier(inne języki) – umierający mężczyzna
- Elmar Wilms(inne języki) – smutny mężczyzna
- Sigurd Rachman(inne języki) – samobójca
- Beatriz Mankowski – uliczna prostytutka

Anioły w bibliotece
- Teresa Harder(inne języki)
- Didier Flamand(inne języki)
- Bernd Eisenchitz
- Scott Kirby
- Franck Glémin
- Rolf Henke
- Scott Kirby
- Franck Glémin

Postacie w cyrku...
- Laurent Petigand – muzyk
- Dominique Rojo  – perkusja
- Otto Kuhnle – żongler
- Christoph Merg – żongler
- Peter Werner – kierownik
- Lajos Kovács – trener Marion
- Susanne Vierkötter
- Paul Busch
- Karin Busch
- Irene Mössinger
- Franky

...i w schronie przeciwlotniczym
- Jerry Barrish – reżyser
- David Crome – asystent reżysera
- Jeanette Pollak – kostiumy
- Christian Bartels – młody hitlerowiec
- Käthe Fürstenwerth
- Werner Schönrock
- Bernd Ramien
- Erika Rabau
- Silvia Blagojeva Itscherenska
- Sultan Metal
- Oliviet Picot
- Jochen Gliscinsky
- Erich Schupke[25]

## Motywy i interpretacje

### Miasto

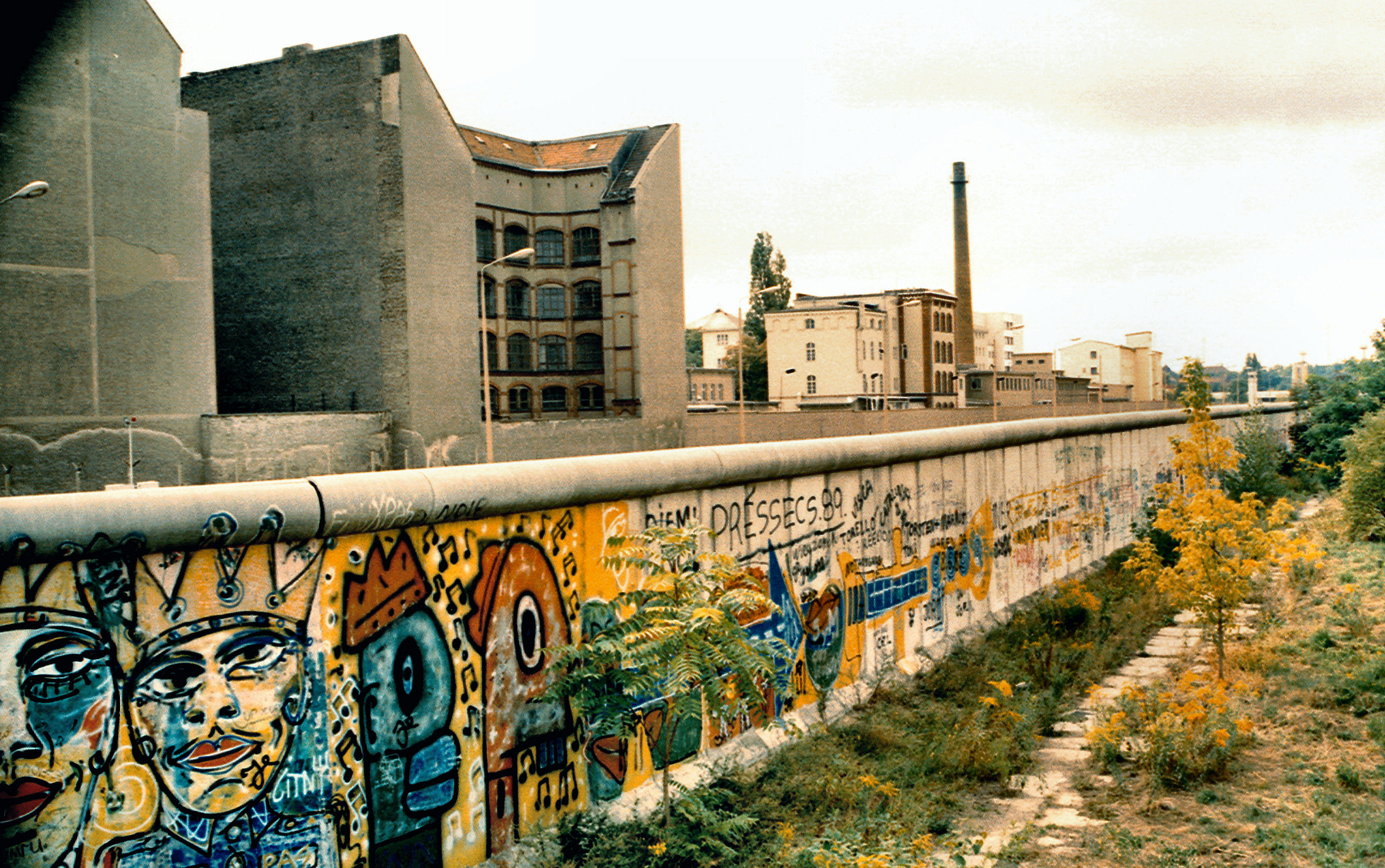
W filmie wielokrotnie pojawia się Mur Berliński i namalowane na nim graffiti

Film Wendersa to jeden z najbardziej znanych filmów o Berlinie. Reżyser zamieszkał w tym mieście w 1984 r., a wcześniej odwiedzał je okazjonalnie, np. podczas kręcenia filmu Summer in the City.
W filmie widać charakterystyczne dla Berlina budowle np. fasadę dworca Anhalter, Kolumnę Zwycięstwa, Plac Poczdamski i Mur Berliński. Ten ostatni jest w filmie wszechobecny, zdaniem filmoznawcy Andrzeja Gwoździa reprezentuje on nie tylko rzeczywistość polityczną, ale stanowi też granicę mistyczną. Oprócz współczesnych, w filmie pojawiają się też archiwalne zdjęcia miasta z 1945 roku. W swoim tekście Pejzaż miejski Wenders twierdził, że szczególne znaczenie mają dla niego puste przestrzenie Berlina i to takich miejsc starał się sfilmować jak najwięcej, ponieważ przybliżają historię w znacznie większym stopniu niż jakiekolwiek przestrzenie zabudowane.
W swojej książce o filmowych reprezentacjach Berlina badaczka Magdalena Saryusz-Wolska twierdzi, że Wenders nie stara się oddać dokładnej topografii stolicy Niemiec i odległości między miejscami. Nie jest to potrzebne, ponieważ przestrzeń pokonują aniołowie. Choć mogą oni poruszać się po mieście swobodnie, przemieszczają się pomiędzy zaledwie kilkoma charakterystycznymi punktami, m.in. biblioteką i Kolumną Zwycięstwa.
Biblioteka Państwowa jest w filmie miejscem, w którym mieszkają anioły. Wenders długo szukał odpowiedniej lokalizacji, ponieważ w Niebie nad Berlinem anioły nie są powiązane z Bogiem, reżyser wykluczył kościół. Na pomysł wykorzystania biblioteki wpadł, kiedy przypomniał sobie zakończenie filmu Fahrenheit 451 i otwartą przestrzeń wypełnioną ludźmi, znającymi na pamięć książki. Wybrał Bibliotekę Państwową, miejsce jasne, ciche i spokojne.

### Muzyka i dźwięk w filmie
W filmie występują trzy rodzaje muzyki: muzyka poważna (powiązana z aniołami), współczesna muzyka rockowa (powiązana ze światem doczesnym) i muzyka cyrkowa (powiązana z konkretnym elementem świata doczesnego – cyrkiem). W przypadku dwóch ostatnich rodzajów muzyki zawsze widoczne jest jej źródło: np. wykonawcy czy radio.
Wśród wykonawców na ścieżce dźwiękowej do filmu znajdują się m.in.: Jürgen Knieper, Laurent Petitgand, Laurie Anderson. Ponadto w filmie wykorzystano utwór Nicka Cave'a And The Bad Seeds - The Carny, w momencie gdy Marion przebiera się w wozie cyrkowym, jednocześnie słucha The Carny z płyty winylowej Your Funeral... My Trial. W filmie jest też przedstawiony koncert Nicka Cave'a z zespołem w nocnym klubie, podczas którego zespół wykonuje utwory: The Carny i From Her to Eternity.
Na potrzeby filmu zaaranżowano również w nocnym klubie w formie koncertowej Six Bells Chime zespołu Crime And The City Solution z płyty Room Of Lights.
Według Alexandra Grafa film rozpoczyna zupełnie nowy etap eksperymentach Wendersa z dźwiękiem. Sam reżyser mówił, że dźwięk w Niebie nad Berlinem sam w sobie jest jak film. W filmie wykorzystano wiele warstw dźwiękowych jednocześnie – symultaniczność wielu dźwięków miała odpowiadać symultaniczności wielu historii w filmie.

### Anioły
Występujące w filmie Wendersa anioły są pozbawione ciała, rozumieją wszystkie języki, mogą słyszeć myśli ludzi. Zazdroszczą ludziom możliwości odbierania wrażeń zmysłowych i przeżywania miłości. Nie są w filmie powiązane z konkretną religią (choć w kontynuacji filmu, Tak daleko, tak blisko pojawia się wzmianka o centralnej istocie duchowej, o której mówi się On). Nie reprezentują też duchów zmarłych. Ich język jest sztuczny i poetycki. Z ich rozmów można wywnioskować, że są obecni w miejscu, w którym znajduje się Berlin od początku czasu.
Według Annette Davison anioły – mogące z bardzo bliska śledzić ludzkie działania i przeżycia, ale nie mogące w żaden sposób na nie wpływać – są, na poziomie symbolicznym, reprezentacją widzów kinowych, biernie obserwujących losy bohaterów na ekranie.

### Inne interpretacje
Film można interpretować jako opowieść o próbie zjednoczenia. Podzielona jest stolica Niemiec. Główni bohaterowie, Damiel i Marion czują się niekompletni i poszukują połączenia. W tej interpretacji Damiel reprezentowałby Wschód (duchowy, bezcielesny), a Marion – cielesna i poszukująca duchowości – Zachód. Z kolei według Davida Caldwella i Paula Rea film opowiada o różnych sposobach doświadczania i opowiadania historii – słowie i obrazie. W tej interpretacji różni bohaterowie reprezentują różne sposoby doświadczania świata.
Andrzej Gwóźdź uważa, że film Wendersa jest filmem politycznym – choć nie pokazuje polityki wprost, obecna jest ona cały czas w filmie w postaci Muru Berlińskiego, kształtuje też życie ludzi, których banalną codzienność oglądamy w filmie.

### Nawiązania i inspiracje
- w Niebie nad Berlinem Wenders nieświadomie nawiązał do ostatniej sceny Cyrku Charliego Chaplina, pokazującej bohatera siedzącego w pustej przestrzeni po odjeździe cyrku, z widocznym odciśniętym w piasku śladem namiotu. Reżyser nie był świadomy, że jego film zawiera bliźniaczą scenę, z Marion siedzącą na opuszczonym przez cyrk placu, dopóki nie wskazała mu tego aktorka Solveig Dommartin. Wenders, który zrezygnował z zamieszczania cytatów filmowych w swojej twórczości po Stanie rzeczy, uważa, że jest to po prostu zbieg okoliczności, wynikający z tematu[44]
- według Wendersa światło w filmie i jego poetycka atmosfera mogły być inspirowane przez francuskie kino lat 40. i 50.[45]
- film dedykowany jest współczesnym aniołom czyli reżyserom Yasujirō Ozu, François Truffaut i Andriejowi Tarkowskiemu[43]

## Odbiór i znaczenie

### Nagrody i wyróżnienia
- 1987 Międzynarodowy Festiwal Filmowy w Cannes – nagroda dla najlepszego reżysera[1]
- 1987 Francuska Krytyka Filmowa – najlepszy film zagraniczny
- 1988 Europejska Nagroda Filmowa (Felix) – za reżyserię
- 1988 Nagroda za najlepszy film niemiecki
- siódme miejsce na liście trzydziestu najważniejszych filmów niemieckich, według strony "Taste of Cinema"[1]
- drugie miejsce w plebiscycie magazynu "Premiere" na film dekady[23]

### Kontynuacje i nawiązania
- w 1993 roku Wenders nakręcił (tym razem bez udziału Petera Handkego) sequel pt. Tak daleko, tak blisko; akcja rozgrywa się w zjednoczonym Berlinie, tym razem śledzimy losy anioła Cassiela[1]
- w 1998 roku nakręcono amerykański remake filmu pt. Miasto Aniołów (reż. Brad Silberling(inne języki)), w którym akcję przeniesiono do współczesnego Los Angeles[1]
- Van Morrison nagrał piosenkę na podstawie filmowego wiersza Kiedy dziecko było dzieckiem, pt. A Song of Being a Child (płyta The Philosoper's Stone)[46]
- z okazji 70 urodzin Wendersa Sebastian i Lorenzo Tome stworzyli powieść graficzną na podstawie filmu[46]
- w filmie science fiction Między nami kosmos Niebo nad Berlinem inspiruje bohatera, wychowanego przez naukowców na stacji kosmicznej, do powrotu na Ziemię[46]

### Opinie krytyki
Andrzej Gwóźdź twierdzi, że film Wendersa jest filmem niezwykle oryginalnym, mówiącym w zupełnie nowy sposób o Berlinie i o podziale Niemiec. W jego opinii film w sposób symboliczny połączył dwie części miasta, na kilka lat przedtem, zanim stało się to faktycznie.